# I'm a Believer
I'm a Believer es una canción originalmente compuesta por Neil Diamond, y que alcanzó la popularidad en la versión de The Monkees de 1966.

## Historia
Neil Diamond, autor del tema, grabó inicialmente la canción, antes de la versión de The Monkees, aunque no obtuvo el mismo éxito. Diamond eventualmente la interpreta en sus conciertos. La versión original del tema, producido por Jeff Barry y Ellie Greenwich para el sello Bang Records, se incluyó en el álbum Just for You de 1967. 
Para la grabación se contó con el guitarrista de sesión Al Gorgoni, que también participaría en las grabaciones de "The Sound of Silence" de Simon & Garfunkel, "Brown Eyed Girl" de Van Morrison y "Cherry, Cherry" del propio Diamond. También contribuyeron Sal Ditroia en la guitarra, Carol Kaye al bajo, Artie Butler con un órgano Vox Continental, Jeff Barry al piano y Buddy Saltzman en la batería.

## Otras versiones

### Versión de The Monkees
El sencillo de The Monkees, con Micky Dolenz como vocalista y producido por Jeff Barry, alcanzó el número uno de la lista Billboard Hot 100 el 31 de diciembre de 1966, manteniéndose durante siete semanas. El disco vendió más de un millón de copias en 1967 y fue certificado disco de oro.

### Músicos
- Micky Dolenz: voz principal y coros
- Davy Jones: coros
- Peter Tork: coros
- Al Gorgoni: guitarra principal
- Sal DiTroia: guitarra rítmica
- Neil Diamond: guitarra acústica
- Stan Free: órgano
- George Butcher: piano eléctrico
- George Devens: pandereta
- Russ Savakus: bajo
- Buddy Saltzman: batería

### Versión de Smash Mouth
La banda norteamericana de pop rock, Smash Mouth publicó una versión del tema en 2001, como parte de la banda sonora de la película de animación Shrek. El tema también fue incluido en el álbum homónimo. La versión que aparece en la película lleva la voz del actor Eddie Murphy, quien dobló al personaje que la interpreta al comienzo de la película. 
El tema también fue incluido en el repertorio de la adaptación de la película como musical de Broadway. El grupo Weezer también realizó una versión para la secuela de 2010, Shrek Forever After.
La versión de Smash Mouth, alcanzó el número 25 de la lista Billboard Hot 100, en septiembre de 2001.